# Пожече (Свентокшиське воєводство)
Пожече (пол. Porzecze) — село в Польщі, у гміні Медзяна Ґура Келецького повіту Свентокшиського воєводства.
Населення — 328 осіб (2011).
У 1975-1998 роках село належало до Келецького воєводства.

## Демографія
Демографічна структура на день 31 березня 2011 року:
|          | Загалом | Допрацездатний вік | Працездатний вік | Постпрацездатний вік |
| -------- | ------- | ------------------ | ---------------- | -------------------- |
| Чоловіки | 170     | 48                 | 109              | 13                   |
| Жінки    | 158     | 30                 | 95               | 33                   |
| Разом    | 328     | 78                 | 204              | 46                   |